# Alexis Axilette

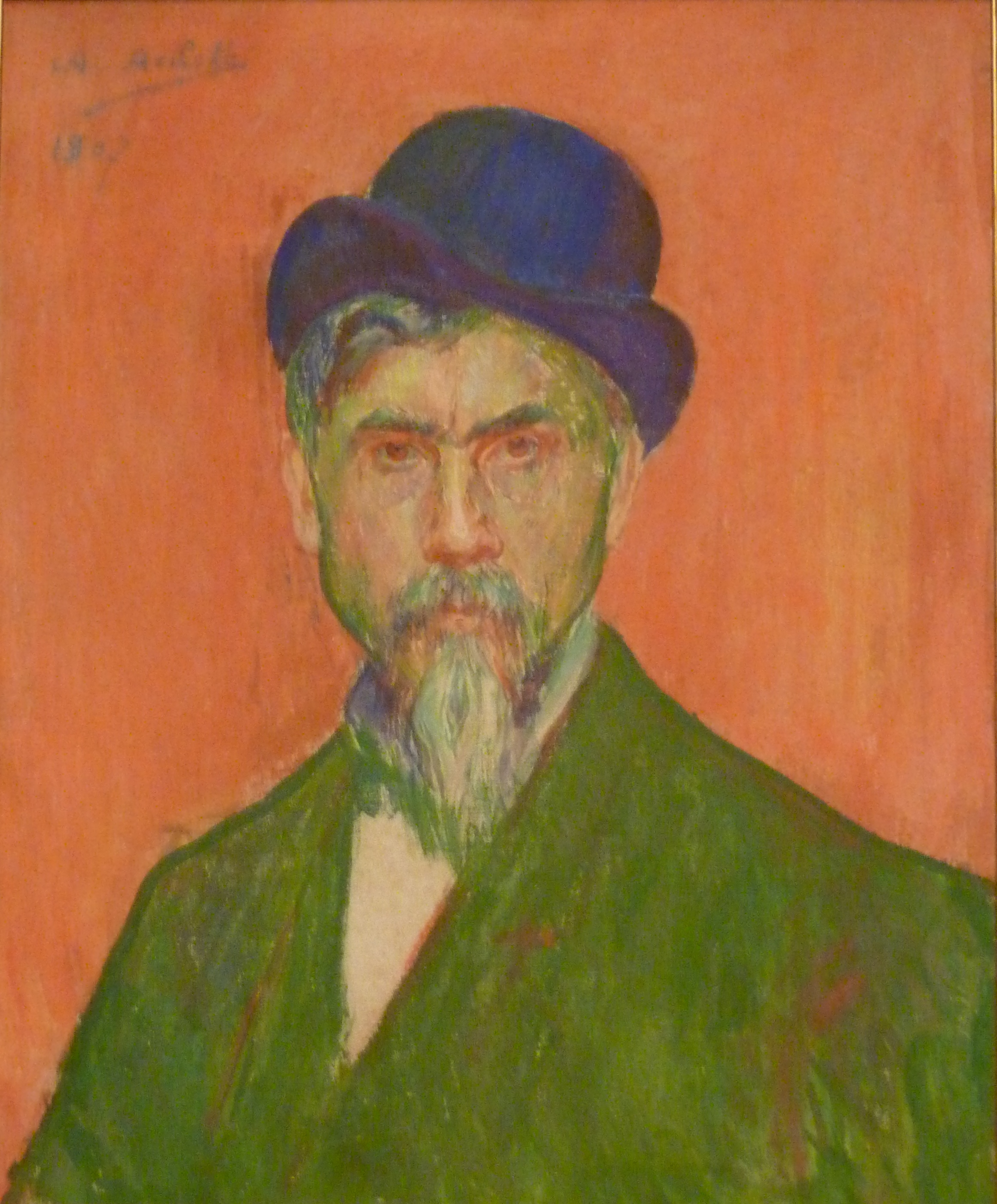
Selbstporträt (1907)

Alexis Axilette (* 10. Dezember 1860 in Durtal, Département Maine-et-Loire; † 3. Juli 1931 ebenda) war ein französischer Porträtmaler.

## Leben
Alexis Axilette studierte an der École des beaux-arts in Angers, dann an der École des beaux-arts in Paris bei Jean-Léon Gérôme.
Im Jahr 1884 stellte er im Salon des Artistes Français in Paris aus. Im folgenden Jahr gewann er den Grand Prix de Rome, der ihm eine Ausbildung in Italien ermöglichte, mit einer historischen Szene Thémistocle flüchtet bei Admète. Er verbrachte von 1886 bis 1889 in der Académie de France à Rome in der römischen Villa Medici.
Im Jahr 1896 nahm er an der Münchener Secessions-Ausstellung mit einem Frauenakt teil. Alexis Axilette reiste durch ganz Europa als renommierter Porträtmaler und erhielt Aufträge, insbesondere von Mitgliedern des russischen Hofes. 1897 führte er die Malereien an den Decken des Musée social in Paris aus. Ab 1910 widmete er sich hauptsächlich der Pastellmalerei.

## Auszeichnungen
- 1905: Ritter der Ehrenlegion